# Tatort: Investigativ
Investigativ ist ein Fernsehfilm aus der Kriminalreihe Tatort der ARD und des ORF. Der Film wurde vom Norddeutschen Rundfunk unter der Regie von Claudia Garde produziert und am 10. Juni 2007 im Programm Das Erste zum ersten Mal gesendet. Es handelt sich um die 668. Tatort-Folge. Für den Kriminalhauptkommissar Casstorff (Robert Atzorn) ist es der vierzehnte Fall, in dem er ermittelt.

## Handlung
Vor den Augen von Staatsanwältin Wilhelmi wird mitten im Gerichtsgebäude der investigative Journalist Gregor Schulz erschossen. Als sich Kommissar Casstorff in der Wohnung des Opfers umsehen will, ist offensichtlich, dass bereits jemand vor ihm dort war. Weder Akten noch die Festplatte des Rechners sind auffindbar.
Nachdem der Presse ein anonymer Hinweis zugespielt wurde, konzentrieren sie Casstorffs Ermittlungen auf den Investor Alexander Radu, über dessen dubiose Geschäfte das Opfer eine Enthüllungsstory veröffentlichen wollte. Radu selber können sie nicht erreichen, da sich sein Rechtsanwalt schützend vor ihn stellt. Casstorff recherchiert unbeirrt weiter und findet heraus, dass offensichtlich Radu alles daran setzt seinen unliebsamen Konkurrenten Roland Rombach auszuschalten. So gelingt es ihm, dessen illegales Spielcasino an die Polizei zu verraten, sodass dort eine Razzia durchgeführt wird und Rombachs Aktivitäten, ein legales Casino zu eröffnen, damit zunicht gemacht sind. Zudem findet Casstorff heraus, dass vor längerem Körner, ein Kollege der Wirtschaftsabteilung, der seinerzeit gegen Radu ermittelte, ausgeschaltet wurde, indem man ihm pornografische Dateien auf seinen Rechner gespielt hatte und er damit beruflich erledigt war. Dennoch findet er keinen Beweis dafür, dass Radu hinter dem Mord an Schulz steckt.
Kathrin Schulz, die Tochter des Opfers, ist fest entschlossen die Recherchen ihres Vaters weiterzuführen. Sie ist selber Journalistin und will die Unterlagen, die ihr Vater ihr zukommen lassen hatte, zur Veröffentlichung bringen. Gerade als sie mit einem TV-Redakteur darüber spricht erhält sie einen Drohanruf. Zusätzlich bedroht man auch das Leben ihrer kleinen Tochter, die Schulz daraufhin zur Sicherheit mit dem Kindsvater ans Meer schickt. Davon unbeirrt bleibt sie bei ihrem Entschluss und muss einen ersten Anschlag auf sich ertragen, sodass Casstorff auf ihr Tun aufmerksam wird. Als er mit ihr spricht, unterrichtet sie den Kommissar, dass sie in Kürze ein Interview mit Körner führen wird. Zu ihrem Schutz will Casstorff dabei sein und so erfährt er aus erster Hand, mit welchen Mitteln und Methoden Alexander Radu arbeitet und dass auch Behörden mit verstrickt sind. Staatsanwältin Wilhelmi muss mittlerweile feststellen, dass selbst ihr Vorgesetzter, Peter Heinrich, von Radu bestochen wird. Dies deckt sich mit Details aus Körners Interview und Casstorff ist davon überzeugt, dass Schulz seinen dramatischen Tod selber inszeniert hat, um endlich mehr öffentliches Interesse zu erregen, damit gegen Radu etwas unternommen wird. Der Kommissar hatte schon vor einigen Tagen herausgefunden, dass der Journalist unheilbar an Krebs erkrankt war und sein baldiger Tod sich abzeichnete. Er spricht kurzerhand mit Körner und dieser räumt ein die „Sterbehilfe“ für Schulz übernommen zu haben, was er von ihm schriftlich bekommen hat und nachweisen kann. Dennoch wird er sich nach Casstorffs Ansicht für diese Tat verantworten müssen, was Körner durch einen Freitod verhindert und sich erhängt.
Wilhelmi erfährt bei einem internen Gespräch mit der Oberstaatsanwältin, dass sie nicht vorhat gegen Heinrich etwas zu unternehmen. Sie ist der Meinung, dass es oft besser ist, die Dinge so zu lassen wie sie sind, schließlich sei niemandem mit einem großen Skandal gedient. Parallel müssen auch Casstorff und Kathrin Schulz erleben, wie weit die Verbindungen von Radu reichen, denn die vorgesehene Livesendung mit Körners und Schulz’ Enthüllungen wird kurzerhand von oberster Stelle unterbunden.

## Rezeption

### Einschaltquoten
Die Erstausstrahlung von Investigativ am 10. Juni 2007 wurde in Deutschland insgesamt von 5,75 Millionen Zuschauern gesehen und erreichte einen Marktanteil von 18,7 Prozent für Das Erste.

### Kritik
Bei welt.de beurteilt Franz Solms-Laubach diesen Tatort als einen der „spannendsten Tatort-Fälle der letzten Jahre“ und schreibt: „Selten wurde die organisierte Kriminalität in Fernsehfilmen so konkret und erschütternd gezeigt, wie in diesem Tatort. Der Film ist ein Lehrstück in der weit verbreiteten Praxis politische Entscheidungen unter Umgehung der demokratischen Spielregeln so zu manipulieren, dass sie den eigenen wirtschaftlichen Interessen dienen.“
Rainer Tittelbach von tittelbach.tv kritisiert den Film wie folgt: „Dieser ‚Tatort‘, den Claudia Garde klar und ohne ästhetischen Schnickschnack inszeniert hat, leidet etwas unter seinen politischen Ambitionen. Die Sorgfalt jedenfalls, die die Autoren dem Thema angedeihen ließen, vermisst man bei der dramaturgischen Gestaltung. Umständliche Szenenfolgen, ermüdende Parallelverhöre und redundante Dialoge prägen diesen Krimi, der sich bei aller Brisanz ziemlich müde dahinschleppt.“
Auch die Kritiker der Fernsehzeitschrift TV Spielfilm vergaben für diesen Tatort nur eine mittlere Wertung und meinen: „Umständliche Dialoge und spannungsarm“.